# Malo Golovode
Malo Golovode (em cirílico: Мало Головоде) é uma vila da Sérvia localizada na cidade de Kruševac, pertencente ao distrito de Rasina, na região de Rasina. A sua população era de 2598 habitantes segundo o censo de 2011.

## Demografia
| 1948 | 1953 | 1961 | 1971 | 1981 | 1991 | 2002 | 2011 |
| ---- | ---- | ---- | ---- | ---- | ---- | ---- | ---- |
| 420  | 457  | 1001 | 3006 | 1934 | 2230 | 2369 | 2598 |